# Valea Seacă, Satu Mare
Valea Seacă (în maghiară Avaspatak) este un sat în comuna Tarna Mare din județul Satu Mare, Transilvania, România. Este situat pe DJ109M.

## Istoric

Biserica de lemn din Valea Seacă, surprinsă într-o rară fotografie înaintea demolării.

Numele satului este menționat pentru prima dată într-un document din 1378, cu numele Zarazpatak. Valea Seacă a mai fost menționată ca Zarazpatak în 1425, villa volachalis Zarraspathaka în 1454, Pathak în 1459.
În 1808 satul apare cu numele Szárazpatak, Suchypotok, Valleszaka. Satul a aparținut familiei nobiliare Perényi.
La Valea Seacă exista o biserică din lemn, demolată probabil la sfârșitul secolului XIX. Pe locul acesteia, s-a construit în 1898 actuala biserică.
Conform primului recensământ etnic făcut de Regatul Ungariei din 1880, în sat locuiau 575 de persoane, 561 erau români, 8 ucraineni, 4 maghiari și 2 din alte etnii. După Tratatul Trianon din 1920 Valea Seacă este anexată de România, iar în 1930 dintre cei 1.048 de locuitori, 970 s-au declarat români, 66 evrei, 8 ruși și 4 țigani.
La recensământul din 2002, toți cei 1.129 locuitori s-au declarat români.